# Matti Oravisto
Matti Oravisto (23 de octubre de 1921 – 15 de noviembre de 2001) fue un actor y director finlandés. 

## Biografía
Su nombre completo era Matti Kustavi Oravisto, y nació en Helsinki, Finlandia, siendo sus padres el profesor Lauri Ollonqvist y la enfermera Anna Wilhelmiina Soini. Oravisto inició su carrera de actor en el Teatro Nacional de Finlandia casi inmediatamente después de graduarse en la Academia de Teatro de la Universidad de las Artes de Helsinki en 1947. Prácticamente al mismo tiempo iniciaba su carrera en el cine, actuando en las películas Minä elän (1947, de Ilmari Unho), Intohimon vallassa (1947, de Teuvo Tulio), y Pikku-Matti maailmalla (1947, de Edvin Laine). 
Sin embargo, su gran oportunidad como actor de cine llegó con la galardonada película de Valentin Vaala Ihmiset suviyössä en 1948. Oravisto decidió dejar el Teatro Nacional en la década de 1950 y dedicarse a tiempo completo al cine. Lakeuksien lukko (1951), un film desigual, fue el inicio de su colaboración con el director Matti Kassila. En 1953 se completó el drama de Kassila Varsovan laulu, y al siguiente año rodaron Sininen viikko (1954). En 1959 hizo un pequeño papel, el de sacerdote, en una cinta basada en una novela de Ilmari Kianto, Punainen viiva. La cooperación con Kassila continuó en la siguiente década con dos películas de la serie del Comisario Palmu, Komisario Palmun erehdys (1960) y Vodkaa, komisario Palmu (1969), y con la película de cine negro Tulipunainen kyyhkynen (1961). A lo largo de la década de 1950 también trabajó para otros directores, como fue el caso de Edvin Laine (Yhden yön hinta en 1952 y Sven Tuuva en 1958), Roland af Hällström (Lain mukaan en 1956) y Aarne Tarkas (Villi Pohjola en 1955 y Vihdoinkin hääyö… en 1957).

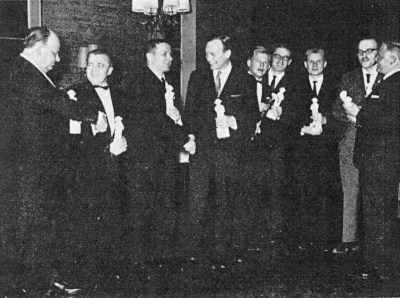
Premio Jussi de 1964. De izq. a der.: Kaarlo Nuorvala, Esko Nevalainen, Mikko Niskanen, Matti Oravisto, Erkko Kivikoski, Virke Lehtinen, Juho Gartz, Kari Rydman y Niilo Heino

A finales de los años 1950 Oravisto volvió al Teatro Nacional, aunque continuó con el cine, pero con una frecuencia menor de actuaciones. En 1963 Mikko Niskanen rodó Sissit, una película sobre los dolorosos recuerdos de la Guerra de continuación. A partir de la siguiente década Oravisto protagonizó también numerosas series y telefilmes, destacando las producciones de Timo Bergholm Oppenheimerin tapaus (1967) y Tuhannen ja yhden yön tarinat (1970), y las de Hannu Kahakorpi Onnellinen mies (1979), Kolmetoista mehiläistä (1982) y Tuntemattomalle jumalalle (1993). Oravisto actuó también en la serie Kotikatu, en la cual encarnaba a Sakari Oras.
Oravisto tenía también talento para los idiomas. Así, en la película Varsovan laulu demostraba su dominio del inglés, y en la cinta de Jörn Donner Täällä alkaa seikkailu (1965)  hablaba sueco con Harriet Andersson. Además fue narrador en el film de Jack Witikka Aila, Pohjolan tytär (1951). En los años 1980 Oravisto actuó en la película de Pirjo Honkasalo y Pekka Lehto Tulipää (1980), en la de Anssi Mänttäri Ylösnousemus (1985), y en la de Eija-Elina Bergholm Angelan sota (1984), en la cual también interpretó su papel en sueco. La última película de Oravisto fue dirigida por Taru Mäkelä, Pikkusisar (1999). 
Matti Oravisto falleció en Helsinki en el año 2001. Había estado casado con las actrices Ritva Arvelo y Teija Sopanen. Fruto de su relación con la segunda nació Jaana Oravisto, también actriz, en 1955.

## Filmografía (selección)
- 1946 : Minä elän
- 1947 : Intohimon vallassa
- 1948 : Ihmiset suviyössä
- 1952 : Komppanian neropatit
- 1953 : Senni ja Savon sulttaani
- 1954 : Rakastin sinua, Hilde
- 1954 : Sininen viikko
- 1955 : Tähtisilmä
- 1959 : Punainen viiva
- 1960 : Komisario Palmun erehdys
- 1961 : Tulipunainen kyyhkynen
- 1980 : Tulipää
- 1986 : Näkemiin, hyvästi
- 1999 : Pikkusisar